# حالب
في تشريح جسم الإنسان، الحالبان هما أنبوبان مصنوعان من ألياف عضلية ملساء ويدفعان البول من الكلى إلى المثانة البولية. في الشخص البالغ، يبلغ طول الحالب عادة 25-30 سنتيمتر (10-12 بوصة) وقطره حوالي 3-4 ميلليمتر (0.12-0.16 بوصة) نسيجيًا، يُبطن الحالب بنسيج طلائي بولي (الظهارة البولية)، وهو أحد أنواع النسيج الطلائي الانتقالي، وله طبقة إضافية من العضلات الملساء في الثلث الأخير للحالب لتساعد في الحركة الدودية.

## التركيب
في البشر، ينشأ الحالب من حويضة الكلية، وينزل على رأس العضلة القطنية الكبيرة ليصل إلى حافة تجويف الحوض. هناك، يعبر الحالب أمام الشريان الحرقفي الأصلي، ثم يمر لأسفل بطول جانب الحوض، وأخيرًا ينحني للأمام ويدخل المثانة من الجهتين اليسرى واليمنى في ظهر المثانة.:324–326 يوصف هذا عادة بأنه ينزل للأسفل والوراء على الجدار الجانبي للحوض ثم ينحني للأمام وللداخل ليدخل المثانة. توجد فتحات الحالب على الزوايا الخلفية الجانبية لمثلث المثانة، وتشبه الشق غالبًا في الشكل. في المثانة المنقبضة، تبعد الفتحتان عن بعضهما حوالي 25 مم (1 بوصة) ويبعدان بنفس المسافة تقريبا عن الفوهة الإحليلية الباطنة. أما في المثانة المتمددة قد تزداد تلك القياسات لحوالي 50 مم (2 بوصة)
تعرف الوصلة بين حويضة الكلية والحالب باسم التقاطع الحالبي الحوضي، وتعرف الوصلة بين الحالب والمثانة باسم التقاطع الحالبي المثاني. عند دخول المثانة، يحاط الحالبان بصمامات تعرف باسم الصمامات الحالبية المثانية، تمنع الجزر المثاني الحالبي (سريان البول للخلف).[بحاجة لمصدر]
في الإناث، يمر الحالبان عبر مسراق الرحم وتحت الشرايين الرحمية في طريقها للمثانة.
يبلغ قطر الحالب 3 مم (0.12 بوصة) ولكن توجد 3 تضيقات، وهي الأماكن الأكثر شيوعًا لإعاقة حصوات الكلى:
- 1. عند التقاطع الحالبي الحوضي
  2. عندما يدخل الحالب تجويف الحوض ويمر أمام تفرع الشريان الحرقفي الأصلي
  3. عند التقاطع الحالبي المثاني حين يدخل الحالب جدار المثانة بشكل مائل

### الإمداد الدموي
تتنوع التغذية الشريانية للحالب طول مساره:324–326
1. الجزء العلوي للحالب الأقرب للكلية يُغَذَّى بواسطة الشريان الكلوي
2. الجزء الأوسط من الحالب يتم تغذيته بواسطة الشريان الحرقفي الأصلي، وفروع مباشرة منالأبهر البطني، وشريان الغدة التناسلية (الشريان الخصوي في الذكور أو المبيضي في الإناث)
3. الجزء السفلي من الحالب الأقرب للمثانة يتم تغذيته عن طريق فروع من الشريان الحرقفي الغائر،:324–326 بالإضافة إلى:[بحاجة لمصدر]

- الشريان المثاني العلوي
- الشريان الرحمي (في النساء فقط)
- الشريان المستقيمي الأوسط
- الشرايين المهبلية (في النساء فقط)
- الشريان المثاني السفلي (في الرجال فقط)

تتشابك تلك الشرايين بشكل واسع خلال الغلالة البرانية المحيطة بالحالب ما يسمح بنقل الحالب جراحيًا دون التأثير على إمداده الدموي طالما لم يتم نزع الغلالة البرانية. التصريف اللمفاوي والوريدي يتوازى في الغالب مع ما يقابله من إمدادات الشرايين.

### التغذية العصبية
يتم تغذية الحالبان عصبيًا بوفرة عبر أعصاب تصاحب الأوعية الدموية، مشكلةً الضفيرة العصبية الحالبية. الإحساس الأولي للحالبان يتم توفيره من قبل الأعصاب الناشئة من القطع T12-L2 للنخاع الشوكي. لذلك فقد ينتقل ألم الحالب إلى القطاعات الجلدية الخاصة بتلك القطع، وهي الظهر وجانبي البطن، والصفن (في الذكور) أو الشفران الكبيران (في الإناث) والجزء العلوي لمقدمة الفخذ.:324–326

### التشريح المجهري
يُبطن الحالب بنسيج طلائي بولي (الظهارة البولية)، وهو أحد أنواع النسيج الطلائي الانتقالي القادر على الاستجابة للتمدد في الحالب. قد يظهر النسيج الطلائي الانتقالي في شكل عمودي عند الاسترخاء، وفي شكل حرشفي عند التمدد. تحت النسيج الطلائي، توجد طبقة تسمى الصفيحة المخصوصة. تتكون الصحيفة المخصوصة من نسيج ضام رخو مع العديد من الألياف المرنة تتخللها الأوعية الدموية والأوردة والأوعية اللمفاوية. يحاط الحالب بطقتين عضليتين، طبقة داخلية طولية، وأخرى خارجية دائرية أو حلزونية.:324

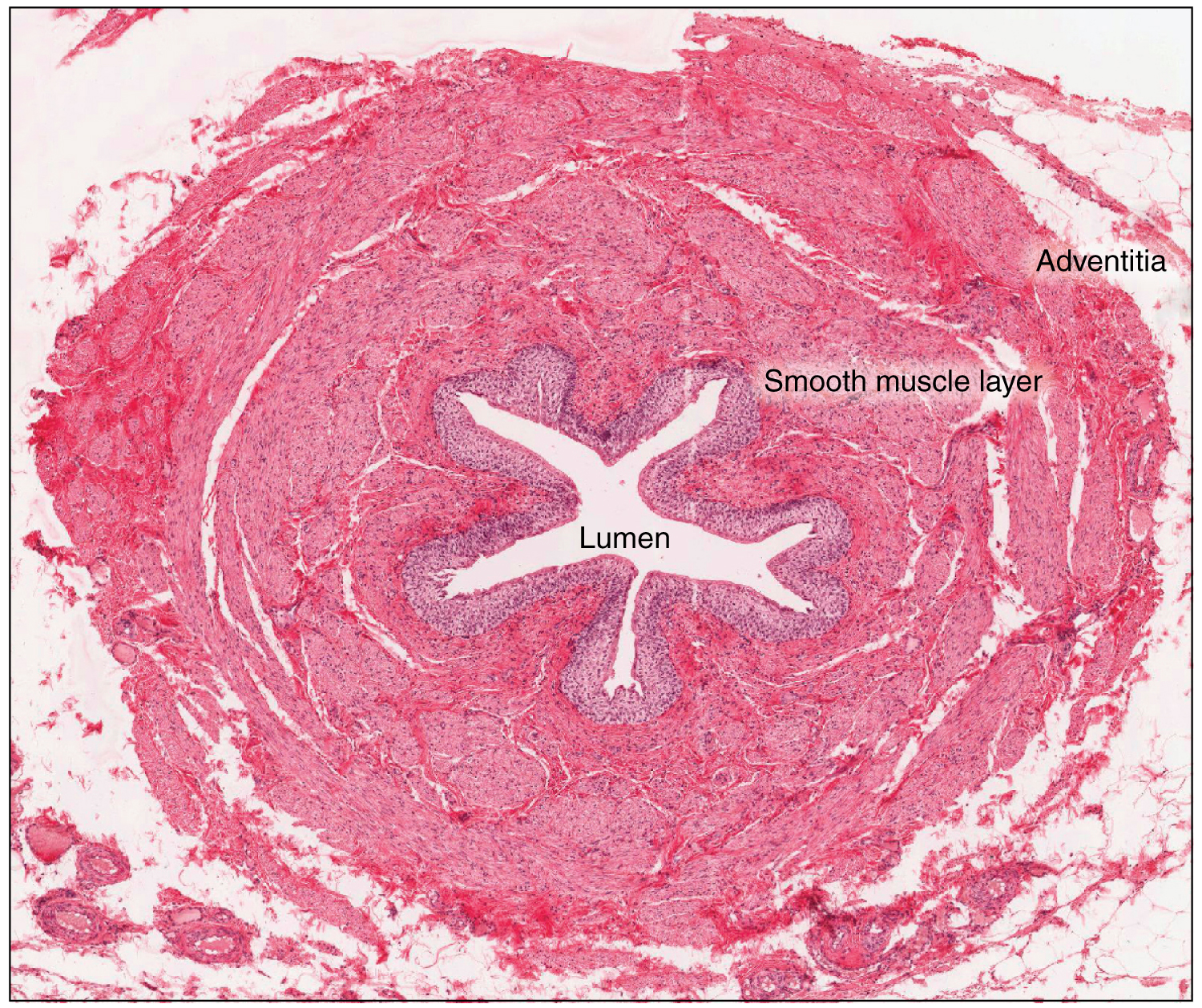
صورة مجهرية للحالب
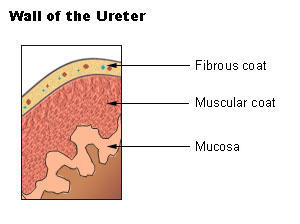
جدار الحالب

### التطور
خلال التطور الجنيني للكلية، فإن التقاطع الحالبي الحوضي هو آخر جزء من الحالب يصبح مفتوحًا.

## الوظيفة
الحالبان هما أحد مكونات الجهاز البولي. تقوم الكلى بإنتاج البول، الذي ينتقل عبر الحالبان إلى المثانة.

موجات فوق صوتية تُظهر تدفق من البول يدخل المثانة عبر الحالب.

## الأهمية السريرية
قد يحدث سرطان في أحد الحالبين ويعرف باسم سرطان الحالب.
الفشل في فتح التقاطع الحالبي الحوضي أثناء التطور هو السبب الأكثر شيوعًا لموه الكلية الثنائي، وبالأخص لدى الذكور حديثي الولادة. عملية ترميم الحويضة هي العلاج الأكثر شيوعًا وفعالية لحل هذه المشكلة، ويشمل استئصال المنطقة الضيقة أو المسدودة وتكوين تقاطع جديد.

### الإصابة
تحدث إصابات للحالب بأشكال معينة من الرضة تشمل الإصابات البطنية النافذة وإصابات السرعة العالية المتبوعة بتوقف مفاجئ (مثل حوادث السيارات). يصاب الحالب بمعدل 0.2 لكل 100 حالة اسئصال للرحم عن طريق المهبل، وبمعدل 1.3 لكل 1000 حالة استئصال للرحم عن طريق البطن، وتحدث الإصابة غالبا بالقرب من الرباط القمعي الحوضي (المعلق) أو أين يمر الحالب خلف الأوعية الرحمية.

### حصوات الحالب
يمكن أن تتحرك حصاة كلوية من الكلية وتستقر داخل الحالب، وبالتالي تعوق سريان البول، وتسبب كذلكشد عضلي حاد في الظهر، أو الجنب، أو أسفل البطن. قد تصاب الكلية بعد ذلك بموه الكلية، حين يصبح جزء منها منتفخًا بسبب انسداد سريان البول. توجد 3 أماكن في الحالب يشيع فيهم أن تعلق الحصاة الكلوية:
- التقاطع الحالبي الحوضي،
- عند مرور الحالب أمام الشريان الحرقفي،
- عند دخول الحالب إلى المثانة البولية (التقاطع الحالبي المثاني).

### الارتجاع
يشير الجزر المثاني الحالبي إلى ارتجاع البول من المثانة إلى الحالبين أثناء التبول. يمكن لهذه الحالة أن تكون أحد أسباب عدوى الجهاز البولي المزمنة، بالأخص في الأطفال. من غير الواضح إذا كان للجراحة دور في علاج تلك الحالة.

## الحيوانات الأخرى
تمتلك فصيلة السلويات بالكامل حالب، فيما تؤدي أنابيب أخرى نفس الدور في السمك والبرمائيات.